# Damernas boardercross i snowboard vid olympiska vinterspelen 2010
Damernas snowboardcross under de olympiska vinterspelen 2010 i Vancouver hölls på Cypress Mountain den 16 februari. Guldmedaljen togs av kanadensiskan Maëlle Ricker framför Déborah Anthonioz från Frankrike och Olivia Nobs från Schweiz. Segertippade amerikanskan Lindsey Jacobellis, som under OS i Turin 2006 föll strax före mållinjen på väg mot en säker seger, körde denna gång genom en port under semifinalen och missade därmed finalen.

## Resultat

### Kval
| Placering | Startnummer | Namn                    | Land           | Åk 1    | Åk 2    | Bästa    | Noteringar |
| --------- | ----------- | ----------------------- | -------------- | ------- | ------- | -------- | ---------- |
| 1         | 27          | Mellie Francon          | Schweiz        | 1.24,43 | 1.24,79 | 1.24,43  | Q          |
| 2         | 22          | Lindsey Jacobellis      | USA            | 1.26,13 | 1.25,41 | 1.25,41  | Q          |
| 3         | 20          | Maëlle Ricker           | Kanada         | 1.43,59 | 1.25,45 | 1.25,45  | Q          |
| 4         | 30          | Olivia Nobs             | Schweiz        | 1.28,70 | 1.26,25 | 1.26,25  | Q          |
| 5         | 25          | Helene Olafsen          | Norge          | 1.40,43 | 1.26,94 | 1.26,94  | Q          |
| 6         | 31          | Nelly Moenne Loccoz     | Frankrike      | 1.27,31 | 1.42,92 | 1.27,31  | Q          |
| 7         | 28          | Déborah Anthonioz       | Frankrike      | 1.27,61 | 1.27,49 | 1.27,49  | Q          |
| 8         | 19          | Zoe Gillings            | Storbritannien | 1.27,93 | DNF     | 1.27,93  | Q          |
| 9         | 32          | Simona Meiler           | Schweiz        | 1.45,16 | 1.27,94 | 1.27,94  | Q          |
| 10        | 36          | Doresia Krings          | Österrike      | 1.36,55 | 1.28,98 | 1.28,98  | Q          |
| 11        | 17          | Sandra Frei             | Schweiz        | 1.29,46 | 1.43,38 | 1.29,46  | Q          |
| 12        | 23          | Faye Gulini             | USA            | 1.30,75 | 1.43,29 | 1.30,75  | Q          |
| 13        | 37          | Claire Chapotot         | Frankrike      | DNF     | 1.30,89 | 1.30,89  | Q          |
| 14        | 33          | Natsuko Doi             | Japan          | 1.31,23 | DNF     | 1.31,23  | Q          |
| 15        | 39          | Julie Wendel Lundholdt  | Danmark        | 1.31,29 | 1.44,62 | 1.31,29  | Q          |
| 16        | 35          | Maria Ramberger         | Österrike      | 1.43,54 | 1.33,08 | 1.33,08  | Q          |
| 17        | 26          | Raffaella Brutto        | Italien        | 1.34,12 | 1.37,94 | 1.34,12  |            |
| 18        | 34          | Stephanie Hickey        | Australien     | 1.35,26 | DNF     | 1.35,26  |            |
| 19        | 29          | Isabel Clark Ribeiro    | Brasilien      | 1.41,10 | 1.51,65 | 1.41,10  |            |
| 20        | 21          | Dominique Maltais       | Kanada         | DNF     | 1.45,56 | 1.45,56  |            |
| 21        | 40          | Callan Chythlook-Sifsof | USA            | 1.59,04 | DNF     | 1.59,04  |            |
| 99        | 18          | Alexandra Jekova        | Bulgarien      | DNF     | DNS     | 9.99,99  |            |
| 99        | 24          | Yuka Fujimori           | Japan          | DNS     | DNS     | 9.99,99  |            |
| 99        | 38          | Manuela Riegler         | Österrike      | DNS     | DNS     | 9.99,99  |            |

### Utslagsrundor

#### Kvartsfinaler
De 16 bästa deltagarna från kvalet gick vidare till kvartsfinalerna. Därifrån deltog de i utslagningstävlingar med totalt fyra deltagare per heat. De två som gick i mål först i varje heat avancerade till semifinalerna.
| Placering | Startnummer | Namn            | Land           | Noteringar |
| --------- | ----------- | --------------- | -------------- | ---------- |
| 1         | 1           | Mellie Francon  | Schweiz        | Q          |
| 2         | 8           | Zoe Gillings    | Storbritannien | Q          |
| 3         | 9           | Simona Meiller  | Schweiz        |            |
| 4         | 16          | Maria Ramberger | Österrike      |            |

| Placering | Startnummer | Namn            | Land      | Noteringar |
| --------- | ----------- | --------------- | --------- | ---------- |
| 1         | 4           | Olivia Nobs     | Schweiz   | Q          |
| 2         | 5           | Helene Olafsen  | Norge     | Q          |
| 3         | 12          | Faye Gulini     | USA       |            |
| 4         | 13          | Claire Chapotot | Frankrike |            |

| Placering | Startnummer | Namn                | Land      | Noteringar |
| --------- | ----------- | ------------------- | --------- | ---------- |
| 1         | 3           | Maëlle Ricker       | Kanada    | Q          |
| 2         | 6           | Nelly Moenne Loccoz | Frankrike | Q          |
| 3         | 14          | Natsuko Doi         | Japan     |            |
| 4         | 11          | Sandra Frei         | Schweiz   |            |

| Placering | Startnummer | Namn                   | Land      | Noteringar |
| --------- | ----------- | ---------------------- | --------- | ---------- |
| 1         | 2           | Lindsey Jacobellis     | USA       | Q          |
| 2         | 7           | Déborah Anthonioz      | Frankrike | Q          |
| 3         | 10          | Doresia Krings         | Österrike |            |
| 4         | 15          | Julie Wendel Lundholdt | Danmark   |            |

#### Semifinaler
| Placering | Startnummer | Namn           | Land           | Noteringar |
| --------- | ----------- | -------------- | -------------- | ---------- |
| 1         | 5           | Helene Olafsen | Norge          | Q          |
| 2         | 4           | Olivia Nobs    | Schweiz        | Q          |
| 3         | 8           | Zoe Gillings   | Storbritannien |            |
| 4         | 1           | Mellie Francon | Schweiz        |            |

| Placering | Startnummer | Namn                | Land      | Noteringar |
| --------- | ----------- | ------------------- | --------- | ---------- |
| 1         | 3           | Maëlle Ricker       | Kanada    | Q          |
| 2         | 7           | Déborah Anthonioz   | Frankrike | Q          |
| 3         | 6           | Nelly Moenne Loccoz | Frankrike |            |
| 4         | 2           | Lindsey Jacobellis  | USA       |            |

#### Finaler
Lilla finalen (B-final)
| Placering | Startnummer | Namn                 | Land           |
| --------- | ----------- | -------------------- | -------------- |
| 5         | 2           | Lindsey Jacobellis   | USA            |
| 6         | 6           | Nellie Moenne Loccoz | Frankrike      |
| 7         | 1           | Mellie Francon       | Schweiz        |
| 8         | 8           | Zoe Gillings         | Storbritannien |

Stora finalen (A-final)
| Placering | Startnummer | Namn              | Land      |
| --------- | ----------- | ----------------- | --------- |
| 1         | 3           | Maëlle Ricker     | Kanada    |
| 2         | 7           | Déborah Anthonioz | Frankrike |
| 3         | 4           | Olivia Nobs       | Schweiz   |
| 4         | 8           | Helene Olafsen    | Norge     |

### Slutresultat
| Placering | Seedning | Startnummer | Namn                    | Land           | Noteringar |
| --------- | -------- | ----------- | ----------------------- | -------------- | ---------- |
| 1         | 3        | 20          | Maëlle Ricker           | Kanada         |            |
| 2         | 7        | 28          | Déborah Anthonioz       | Frankrike      |            |
| 3         | 4        | 30          | Olivia Nobs             | Schweiz        |            |
| 4         | 5        | 25          | Helene Olafsen          | Norge          |            |
| 5         | 2        | 22          | Lindsey Jacobellis      | USA            |            |
| 6         | 6        | 31          | Nelly Moenne Loccoz     | Frankrike      |            |
| 7         | 1        | 27          | Mellie Francon          | Schweiz        |            |
| 8         | 8        | 19          | Zoe Gillings            | Storbritannien |            |
| 9         | 9        | 32          | Simona Meiler           | Schweiz        |            |
| 10        | 10       | 36          | Doresia Krings          | Österrike      |            |
| 11        | 11       | 17          | Sandra Frei             | Schweiz        |            |
| 12        | 12       | 23          | Faye Gulini             | USA            |            |
| 13        | 13       | 37          | Claire Chapotot         | Frankrike      |            |
| 14        | 14       | 33          | Natsuko Doi             | Japan          |            |
| 15        | 15       | 39          | Julie Wendel Lundholdt  | Danmark        |            |
| 16        | 16       | 35          | Maria Ramberger         | Österrike      |            |
| 17        | 17       | 26          | Raffaella Brutto        | Italien        |            |
| 18        | 18       | 34          | Stephanie Hickey        | Australien     |            |
| 19        | 19       | 29          | Isabel Clark Ribeiro    | Brasilien      |            |
| 20        | 20       | 21          | Dominique Maltais       | Kanada         |            |
| 21        | 21       | 40          | Callan Chythlook-Sifsof | USA            |            |
| 99        | 99       | 18          | Alexandra Jekova        | Bulgarien      |            |
| 99        | 99       | 24          | Yuka Fujimori           | Japan          | DNS        |
| 99        | 99       | 38          | Manuela Riegler         | Österrike      | DNS        |